# Governació de Nínive
La governació o muhàfadha de Nínive —àrab: محافظة نينوى, muḥāfaẓat Nīniwà— és una província o muhàfadha iraquiana creada sota el règim de Saddam Hussein el 1976, per mitjà de la divisió de la província o governació de Mossul en dues governacions: la governació de Dahuk i la de Nínive. La seva capital és la ciutat de Mossul.